# Samurai 7
Samurai 7 (サムライセブン?, Samurai Sebun), è un anime giapponese del 2004 prodotto da Gonzo e basato sul film popolare di Akira Kurosawa girato nel 1954 intitolato I sette samurai, di cui ha voluto celebrare i cinquant'anni dalla realizzazione. La serie è stata diretta da Toshifumi Takizawa, in collaborazione con Ryosuke Takahashi e la musica composta da Kaoru Wada con l'aiuto di Eitetsu Hayashi. La serie conta come consuetudine commerciale una stesura di 26 puntate. Grazie alla TV satellitare Animax la serie è riuscita a superare il Giappone arrivando in quasi tutta l'Asia e in America. Successivamente la serie è stata trasmessa anche in Europa. In Italia era inizialmente disponibile solo per il solo circuito home video per essere trasmessa solo successivamente su GXT.

## Trama
Samurai 7 è ambientato in un piccolo villaggio di un Giappone dall'ambientazione steampunk, Kanna. La grande guerra che ha visto battersi tra di loro i sostenitori e i nemici dell'attuale imperatore è da poco terminata, e alcuni dei guerrieri che vi hanno preso parte, ritrovatisi di colpo senza lavoro, si sono dati al brigantaggio. Ogni anno, quando si procede al raccolto di riso, i briganti calano sul villaggio per fare razzia, approfittando anche del fatto che molti di loro, per combattere la guerra, avevano rimpiazzato i loro corpi con enormi esoscheletri robotici atti a renderli quasi invincibili.
Per proteggere il villaggio l'anziano capo suggerisce di recarsi nella vicina città di Kogakyo per cercare dei samurai che accettino di combattere i banditi ricevendo in cambio il solo bene che i contadini possiedono, il riso. La sacerdotessa Kirara, accompagnata dalla sorellina Komachi e dal fido contadino Rikichi, raggiunge Kogakyo alla ricerca dei samurai, ma l'impresa si rivela difficile, sia perché sembrano non esserci samurai disposti a lavorare per un compenso tanto misero sia perché gli sforzi di Kirara e dei suoi compagni sono ostacolati da Maroo, il ricco mercante signore di Kogakyo, e da suo figlio Ukyoo, che si innamora della sacerdotessa e fa di tutto per rapirla.
La determinazione di Kirara viene infine premiata con il reclutamento del valoroso Kambei, un samurai potente e disilluso, e di altri cinque valenti guerrieri; al gruppo di unisce anche il cyborg Kikuchiyo, un sedicente samurai fanfarone e caparbio che in seguito si rivelerà essere un contadino, ma che grazie alla sua determinazione riuscirà a conquistarsi il rispetto e la stima dei compagni.
La lotta dei samurai non si fermerà tuttavia alla difesa del villaggio, ma punterà a colpire il vero responsabile dell'attuale situazione in cui versa il Paese, colui che dall'ombra muove le fila servendosi anche dei briganti: l'Imperatore in persona.

## Personaggi
Kambei Shimada (カンベエ?, Shimada Kanbei)
Doppiato da: Masaki Terasoma (ed. giapponese), Ivo De Palma (ed. italiana)
Il più saggio dei sette samurai, assume subito il ruolo di leader del gruppo. All'inizio non voleva guidare la difesa del villaggio poiché in tutte le guerre che ha combattuto è sempre stato dalla parte sconfitta, ma viene convinto dalla perseveranza dei contadini e dal sogno di poter finalmente vincere i demoni del suo passato. È uno dei tre samurai che sopravviveranno alla fine della storia; prima di ripartire dal villaggio di Kanna, affiderà la sua spada a Katsushiro, come un'eredità silente del loro rapporto maestro-allievo.
Katsushiro Okamoto (カツシロウ?, Okamoto Katsushirō)
Doppiato da: Romi Paku (ed. giapponese), Massimo Di Benedetto (ed. italiana)
Un giovane samurai che crede nel codice dei samurai, vuole diventare un allievo di Kambei. Durante la serie è il personaggio che si evolve di più, inizialmente ha persino paura del sangue o di uccidere, mentre alla fine il vecchio Gisaku lo definirà come "posseduto dalla sua katana" a causa della furia omicida risvegliatasi nel giovane. Alla fine della serie deciderà di continuare la sua vita da vagabondo, ricevendo però in dono la spada di Kambei come simbolo del loro rinnovato rapporto e della sua crescita.
Gorobei Katayama (ゴロベエ?, Katayama Gorōbei)
Doppiato da: Tetsu Inada (ed. giapponese), Giorgio Bonino (ed. italiana)
Il più acrobatico del gruppo, abile e forte, egli ammette che perdere equivale a morire e dunque vivere a vincere. Alla fine quattro dei sette samurai muoiono, e tra questi Gorobei è il primo a perdere la vita, durante la difesa del villaggio Kanna. Ha la straordinaria capacità di afferrare al volo qualsiasi freccia o arma da lancio.
Shichiroji (シチロージ?, Shichirōji)
Doppiato da: Tohru Kusano (ed. giapponese), Felice Invernici (ed. italiana)
Il braccio destro di Kambei, prima dell'inizio della storia i due si conobbero in una guerra e divennero amici. Venne ferito mortalmente e ritrovato da Yukino, una donna che lavorava nel Villaggio dei Piaceri, con cui visse per qualche tempo prima di allearsi nuovamente con Kambei. L'arma usata da Shichiroji, al contrario delle spade dei suoi compagni, è una kamayari; possiede anche un braccio meccanico che usa a volte come gancio, per afferrare oggetti oppure per salvare alleati in pericolo. Sopravvissuto alla guerra, si presume sia ritornato dalla sua Yukino.
Kikuchiyo (菊千代?)
Doppiato da: Kong Kuwata (ed. giapponese), Aldo Stella (ed. italiana)
Kikuchiyo è un samurai robot, anche se Kambei non lo considera affatto un samurai. Durante i vari scontri sarà comunque in grado di affermare il suo valore; fisicamente è molto forte, però non è molto furbo. La sua arma è una katana enorme in grado di tagliare i nemici come una specie di sega elettrica. Si scoprirà che, prima di diventare un robot, non era affatto un samurai (pur avendo un albero genealogico rubato, che lo classificava come tredicenne), ma un contadino. È solito, come il vecchio Masamune, dare dei soprannomi ai suoi compagni (il più famoso è sicuramente Katsunogi, nomignolo con cui chiama Katsuhiro). È uno dei quattro samurai che moriranno durante lo scontro finale, più precisamente il suo corpo verrà distrutto nel tentativo di fermare la Nave Capitale che si stava schiantando contro il villaggio di Kanna, riuscendo nel tentativo.
Kyuzo (久蔵?, Kyūzō)
Doppiato da: Shin'ichirō Miki (ed. giapponese), Gianluca Iacono (ed. italiana)
Sguardo gelido e impenetrabile, il personaggio più misterioso della serie; ha una disputa in corso con Kambei che però sospende per allearsi con i samurai, anche se lo fa solo per migliorarsi e per evitare la morte di Kambei (in quanto vuole essere lui a sconfiggerlo). Prima di incontrare i samurai era la guardia del corpo di Ayamaro, il magistrato di Kogakyo e padre di Ukyo. A differenza degli altri usa due katana, il suo punto di forza è la velocità. Durante lo scontro finale perde il braccio destro in un'esplosione e successivamente muore, colpito accidentalmente da alcuni proiettili sparati da Katsushiro per difendere Kanbei dall'attacco di un nemico.
Heihachi Hayashida (林田平 八?, Hayashida Heihachi)
Doppiato da: Junji Inukai (ed. giapponese), Gabriele Calindri (ed. italiana)
È il migliore del gruppo per quanto riguarda l'uso di utensili meccanici e la costruzione di armi d'assedio per difendere il villaggio. Nonostante abbia già combattuto in guerra, non ha mai ucciso nessuno e usa la spada per tagliare legna finché non incontra il gruppo di Kambei, al quale si unisce. Odia i traditori, anche se imparerà a perdonare grazie all'influenza di Kambei. È un vero fanatico del riso ed ama mangiarne in quantità, così come enumerarne le qualità e le tipologie a chiunque voglia ascoltarlo. Porta sempre attaccato all'impugnatura della spada un Teru Teru Bozu. Muore nel tentativo di distruggere il motore principale della Nave Capitale, riuscendo però nel suo intento.

## Episodi
La serie si compone ventisei episodi trasmessi in Giappone dal 12 giugno al 25 dicembre 2004 su Animax e altre reti affiliate. La sigla iniziale è Unlimited cantata da Nanase Aikawa mentre quella di chiusura è Fuhen (Ubiquity) di Rin'.
In Italia la serie venne inizialmente pubblicata direttamente in home video da Panini Video nel corso del 2005 e poi venne mandata in onda per la prima volta su GXT dal 2 ottobre al 6 novembre 2006.

## Differenze rispetto aI sette Samurai
La principale differenza con il film di Kurosawa è l'ambientazione. La serie è infatti ambientata in una sorta di medioevo futuristico, dove sono presenti mecha, castelli volanti e altri elementi futuristici. Inoltre, Kikuchiyo, il samurai contadino, ha un corpo interamente robotizzato.
Altra differenza è l'estensione della storia, che non si ferma alla sola difesa del villaggio dei contadini dai banditi, ma porta l'azione fino alla capitale, introducendo così nella storia un aspetto politico.
Al contrario, il ruolo dei samurai è pressoché identico a quello del film. Infatti, gli stessi quattro samurai (Gorobei, Kikuchiyo, Heihachi e Kyuzo) che muoiono nel film, muoiono anche nell'anime.
Mentre personaggi come Ukyo, Amanushi, Kirara e Komachi sono esclusivamente personaggi presenti nell'anime, in quanto non compaiono nel film.